# 카펜타닐
카펜타닐(영어: carfentanil 또는 carfentanyl)은 수의학에서 코끼리나 코뿔소 같은 큰 동물을 마취할 때 쓰이는 매우 강력한 오피오이드계 진통제이며 주로 마취총을 이용해 투여된다.  카펜타닐은 의학적으로 오피오이드 수용체의 이미징에 쓰이지만 기분전환용으로 주사나 코로 흡입하여 오용된다. 카펜타닐로 인해 사망한 사례가 있다.
카펜타닐 투여 후 이상 증상이나 부작용은 다른 오피오이드계 약과 비슷하며 이상황홀감, 진정감, 통증완화, 동공 수축, 지침, 졸림, 느린맥, 저혈압, 저체온증, 실신, 그리고 호흡곤란 등이 있다. 카펜타닐의 남용이나 과다복용 치료에 오피오이드 해독제인 날록손(naloxone)이나 날트렉손(naltrexone)이 쓰이지만 다른 오피오이드계 약보다 훨씬 많은 용량이 사용된다. 카펜타닐은 펜타닐(fentanyl)의 합성 유도체로 뮤(μ) 오피오이드 수용체에 선택적으로 매우 강력하게 작용한다.
카펜타닐은1974년 얀센 제약회사에서 폴 얀센과 화학자들이 처음 합성했고 1986년에 수의학에 쓰이기 시작했다.
카펜타닐은 거의 모든 곳에서 법적으로 관리되고 있다.

## 효능/효과

### 수의학적 이용
카펜타닐은 1986년에 상표명 와일드닐(Wildnil)로 처음 판매되었고 높은 치료지수로 인해 알파2(α2) 수용체 작용제와 함께 하마나 코뿔소 그리고 코끼리 같이 큰 동물들의 진정제로 쓰였다. 카펜타닐의 상업적 생산은 2003년에 중단되었고 지금은 필요시에만 조제할 수 있다.
현재는 큰 포유류의 진정제로 에토르핀(etorphine)이 많이 쓰이고 해독제로는 디프레노르핀(diprenorphine)이 쓰인다. 디프레노르핀은 카펜타닐의 해독제로도 쓰였었다.

### 의학적 이용
카펜타닐은 양전자 방출 단층촬영(PET) 이미징 때 뇌의 뮤(µ) 오피오이드 수용체의 방사선 추적기로 쓰이며 용량은 7마이크로그램(µg) 미만이다.

## 작용기전

### 약력학
카펜타닐은 오피오이드 진통제의 합성 유도체로 뮤(µ) 오피오이드 수용체에 선택적으로 매우 강력하게 작용한다. 인간 단백질을 이용한 실험에서 델타(δ) 오피오이드 수용체에 비해 140배 그리고 카파(κ) 오피오이드 수용체에 비해 1800배 더  뮤(µ) 오피오이드 수용체에 선택적으로 작용됐다. 카펜타닐은 µ2 오피오이드 수용체보다 µ1 오피오이드 수용체에 더 선택적이다. 카펜타닐은 동물실험에서 모르핀(morphine)보다 10000배, 헤로인(heroin)보다 4000배 그리고 펜타닐(fentanyl)보다 20배에서 100배 더 진통효과가 있는 것으로 나타났다. 카펜타닐은 날록손 이나 날트렉손 과 같은 뮤(µ) 오피오이드 길항제에 의해 해독될 수 있으나 높은 치료 지수 때문에 다른 오피오이드계 약보다 훨씬 많은 용량이 필요하다.

### 약동학
지용성 화학 물질로 혈액뇌장벽을 쉽게 통과하며 효과가 매우 빨리 나타나고 효과가 펜타닐보다 더 오래 지속된다. 정맥 볼루스로 보통 용량 1.34 마이크로그램이 투여됐을때 생물학적 반감기는 42분에서 51분이지만 기분전환용으로 오남용됐을 경우 카펜타닐과 카펜타닐의 대사물질 노르카펜타닐의 생물학적 반감기 는 각각 5.7시간과 11.8 시간이다.

### 미국에서 불법적인 사용증가

미국 1센트 동전(지름 19.05 밀리미터)과 펜타닐 2 밀리그램. 펜타닐은 이 작은 양만으로도 치명적이다. 카펜타닐의 치사량은 아직 밝혀지지 않았으나 펜타닐의 치사량보다 더 적을 것으로 예상된다.

2016년 8월부터 11월까지 300건이 넘는 펜타닐과 펜타닐 유도체의 과다복용 사례가 미국 오하이오주, 버지니아주, 인디애나주, 켄터키주와 플로리다주에서 보고됐다. 2017년 위스콘신주 밀워키군에서 한 남자가 카펜타닐이 섞인 불법 마약류를 복용하다 카펜타닐 중독으로 사망하였다. 카펜타닐을 주로 헤로인과 같이 복용하거나 헤로인인줄 잘못 알고 복용하는 경우가 많다. 카펜타닐을 주로 헤로인에 추가해 판매하거나 헤로인으로 속여 판매하는데 헤로인보다 싸고 얻기 수월하며 쉽게 생산할 수 있기 때문이다. 의학전문가들은 카펜타닐이 기분전환용으로 오남되는 사례가 증가하는 것에 우려를 표하고 있다.

### 중국에서 수입
라트비아와 리투아니아 당국은 2000년 초부터 카펜타닐을 불법약물로 규정해 압수하기 시작했다.
2016년에 중국 화학약품 공급업체에서 북미로 수출되는 카펜타닐과 다른 마약성 약물의 양이 급격하게 증가했다고 보고되었다. 2016년 6월엔 캐나다 왕립 기마경찰대(Royal Canadian Mounted Police)가 중국에서 배송된 프린터 부품 상자안에서 1 킬로그램의 카펜타닐을 발견했다. 캐나다 국경 서비스 기관에 따르면 이 상자가 있던 화물에서 500만개 용량의 카펜타닐이 HP사의 프린트토너로 표시된 상자에 넣어져 배송됐다.
카펜타닐은 2017년 3월 1일까지 중국에서 법적인 제제 없이 합법적으로 생산되었고 몇몇 중국 화학 회사들은 인터넷 시장을 이용해 적극적으로 카펜타닐을 판매했다.

### 모스크바 극장 인질 사건
2012년에 포턴 다운 군 생화학 무기 실험실 산하 연구진은 2002년 모스크바 극장 인질극에서 살아남은 영국인 3명의 옷과 소변에서 카펜타닐과 레미펜타닐을 검출했고 당시 러시아군이 카펜타닐과 레미펜타닐이 함유된 액체입자를 뿌려 인질극을 벌였던 체첸 반군들을 진압했다고 결론 내렸다.
연구진은 인질 사건이 일어났을 당시 모스크바 응급 의료진에게 반란군 진압에 약물이 사용된 것을 알리지 않고 오피오이드 해독제를 가지고 오라는 지시만 내린 것 등을 토대로 이런 약물이 쓰였을 거라는 추측을 했었다. 수백명이 고함량의 강력한 오피오이드제에 노출된 것을 모른 응급실 의료진은 충분한 양의 날록손과 날트랙손을 확보하지 못했고 약물에 노출된 125명이 호흡부전으로 사망하였다.

### 생화학무기로 쓰일 가능성
카펜타닐은 독성이 높고 상업적으로 조달하기 쉽기 때문에 불량국가나 테러리스트 단체에서 생화학무기로 쓰일 가능성이 높다는 우려가 있다. 카펜타닐의 독성은 신경가스의 독성과 견주어진다.

## 문화적 사례

### 법적 상태

#### 중국
2017년 3월1일부터 법적으로 제재되었다. 미-중 무역전쟁에서 이 법이 적절한 지에 대해 자주 논쟁된다.

#### 독일
카펜타닐과 카펜타닐의 화합물은 독일 마약 단속국에서 특별허가를 받고 난 후에만 쓰일 수 있다.

#### 미국
카펜타닐은 미국 규제약물법에서 스케쥴2로 분류되며 매년 19그램만 생산 가능하다.
카펜타닐은 와일드라이프 연구회사(Wildlife Laboratories Inc.)에서 와일드닐이란 상표명으로 판매되었으며 다프레노르핀과 에토르핀 또한 이 회사에서 수의학 목적으로 생산되고 있다.

#### 영국
1986년부터 법적으로 클래스 A로 분류되어 제재되고 있다.